# Quantifizierungsverbot
Das Quantifizierungsverbot ist ein Begriff aus dem Strafrecht. Er besagt die Unzulässigkeit von abstrakten Abwägungen des Rechtsguts Leben. Demnach ist es unzulässig, zahlenmäßig oder qualitativ menschliches Leben gegeneinander aufzurechnen. Man spricht auch vom Verbot der Saldierung von Leben.

## Beispiele
- Ein Mensch ist nach dem Quantifizierungsverbot genauso viel wert wie eine unbestimmte größere Anzahl anderer Menschen. Ebenso darf nicht qualitativ unterschieden werden: Beispielsweise ist eine im Sterben liegende alte Person ebenso viel wert wie ein gesundes Kleinkind.
- Am 15. Februar 2006 setzte das Bundesverfassungsgericht § 14 Abs. 3 des Anfang 2005 beschlossenen Luftsicherheitsgesetzes außer Kraft. Dieser sollte Piloten von Abfangjägern autorisieren, in Notfallsituationen, wie z. B. dem Versuch, ein Flugzeug als fliegende Bombe zu benutzen, die betroffene Maschine auf Anweisung des Verteidigungsministers abzuschießen. Da das Leben der Passagiere an Bord ebenso viel wert sei wie jenes von möglichen Opfern am Boden, erklärten die Richter den Absatz für verfassungswidrig.

## Gründe
Die Quantifizierung von menschlichem Leben würde der Menschenwürde des Art. 1 Abs. 1 Satz 1 GG zuwiderlaufen. Ebenso wäre es nicht in Einklang zu bringen mit dem Gleichheitsgebot des Art. 3 GG.

## Ausnahmen
Innerhalb der strafrechtlichen Dogmatik ist sehr umstritten, ob und wenn ja wann Ausnahmen vom Quantifizierungsverbot zulässig sind. In der Praxis hingegen finden sich durchaus Fälle, in denen beispielsweise durch den „finalen Rettungsschuss“ auf den Geiselnehmer eine Ausnahme vom Quantifizierungsverbot gemacht wird.
Eine vergleichbar schwierige Entscheidungssituation mit Priorisierung medizinischer Hilfeleistung ergibt sich bei einem Massenanfall von Verletzten bei Großunfällen, Katastrophen, Kriegen oder Terroranschlägen, bei denen zahlreiche lebensgefährlich Verletzte, Schwer- und Leichtverletzte bei beschränkter Anzahl an Ärzten und Sanitätern zu versorgen sind. Die heute in der Ausbildung zur Notfallmedizin im Rahmen einer solchen – Triage genannten – Entscheidungssituation allgemein vermittelten Regeln bei Massenanfall von Verletzten sind darauf ausgerichtet, dass möglichst viele Personen das Ereignis mit möglichst wenig Schaden überstehen. Damit versucht man das bestmögliche Ergebnis für das Kollektiv der Geschädigten zu erzielen, wobei das Interesse des Einzelnen zurückstehen muss.